# 巴拉韋區
巴拉韋區是索馬利亞的一個區，位於該國東南部的下謝貝利州，首府為巴拉韋。

## 外部鏈結
- 巴拉韋區行政區域圖 （页面存档备份，存于）